# 斯皮爾冰川
75°55′S 68°15′W / 75.917°S 68.250°W
斯皮爾冰川是南極洲的冰川，位於帕爾默地南部，流經豪貝格山脈和彼得森山之間，根據美國地質調查局的測量和美國海軍的空中照片繪入地圖。